# Leonard Woolley

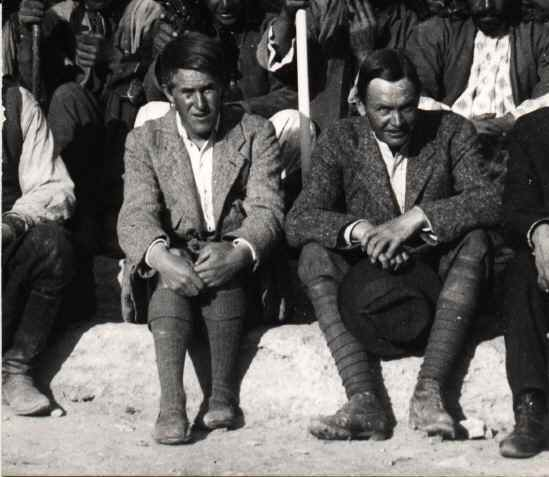
Leonard Wooley (rechts) en Thomas Edward Lawrence in Karkemish, lente 1913

Sir Charles Leonard Woolley (Londen, 17 april 1880 – aldaar, 20 februari 1960) was een Brits archeoloog. Hij wordt beschouwd als een van de belangrijkste archeologen van de 20e eeuw. Hij studeerde aan de Universiteit van Oxford. Hij trouwde met archeologe Katharine Woolley.
In de jaren 20 werd Woolley vooral bekend door de ontdekking van de koningsgraven van Ur. In de kleiafzettingen daar ter plaatse zag hij het bewijs voor de zondvloed.
- Bibsys: 90229590
- Biblioteca Nacional de España: XX1161930
- Bibliothèque nationale de France: cb12012428m (data)
- Catàleg d'autoritats de noms i títols de Catalunya: 981058509985606706
- CiNii: DA00268852
- Gemeinsame Normdatei: 122090632
- International Standard Name Identifier: 0000 0001 0785 3418
- Library of Congress Control Number: n50048507
- Nationale Bibliotheek van Letland: 000036479
- Bibliotheek van het Japanse parlement: 00461440
- Nationale Bibliotheek van Tsjechië: kup19970000112601
- Nationale bibliotheek van Australië: 36526933
- Nationale Bibliotheek van Israël: 987007269970205171
- Nationale Bibliotheek van Polen: a0000002129010
- Nationale en Universitaire bibliotheek Zagreb: 000045321
- Nederlandse Thesaurus van Auteursnamen: 068364873
- Istituto Centrale per il Catalogo Unico: RAVV025350
- LIBRIS: 335360
- SNAC: w64x7wn9
- Système universitaire de documentation: 031410707
- Trove: 1273653
- Union List of Artist Names: 500328266
- Virtual International Authority File: 88797443
- WorldCat: E39PBJrWyBHWVQG8Wvgxcr9hpP